# Asfaltsjö

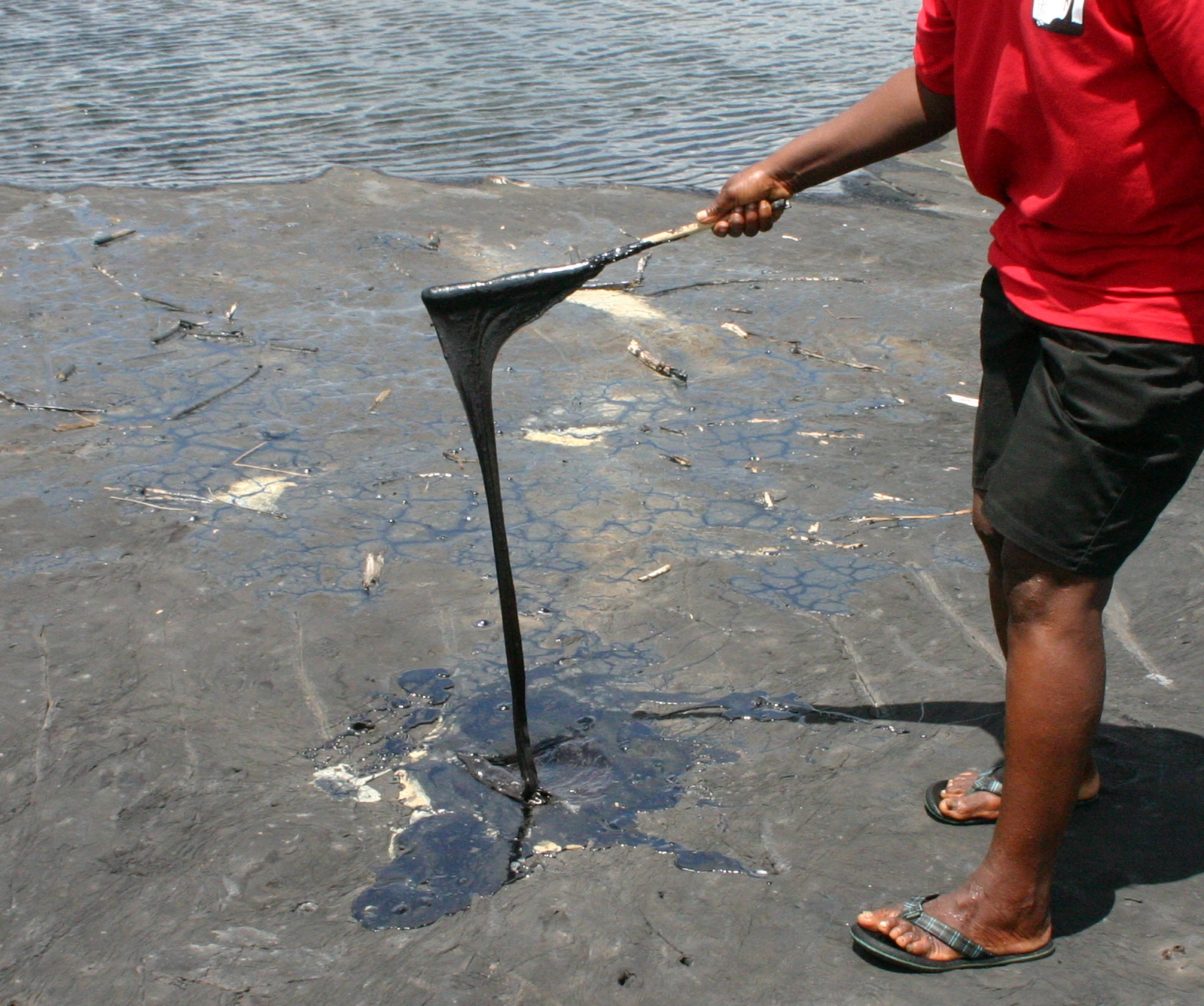
Asfaltsjö i Tierra La Brea, Trinidad

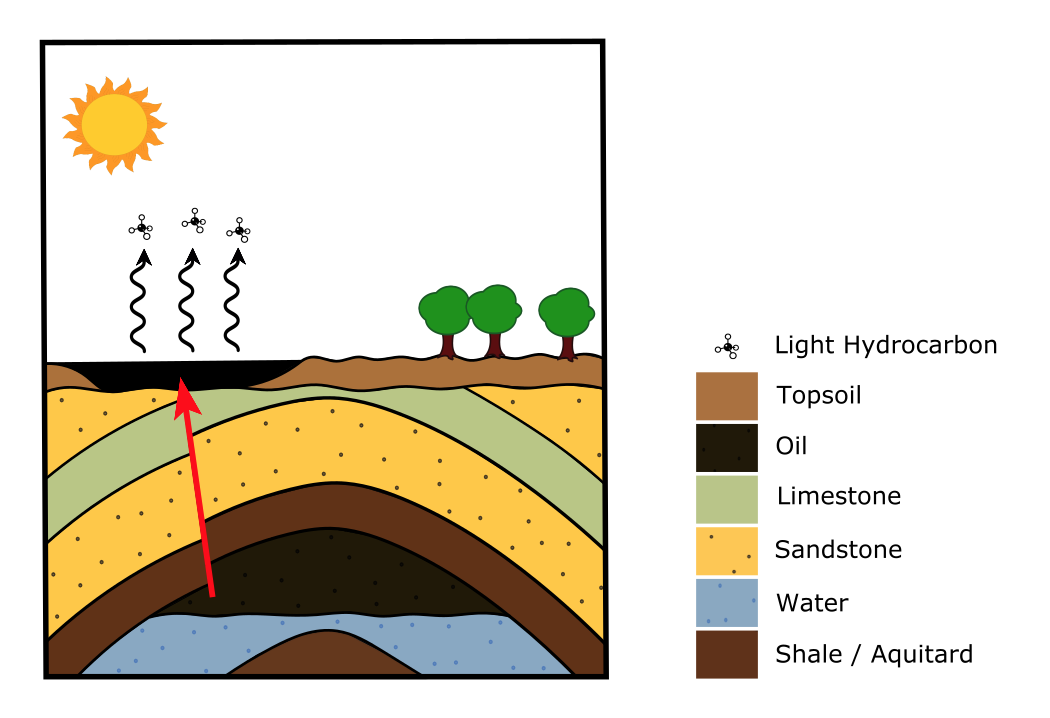
En antiklinal fälla matar asfaltsjön på ytan genom den vertikala sprickan i skikten (indikerad med den röda pilen). När råoljan når ytan sker avdunstning och lättare kolväten förångas och lämnar kvar klibbig asfalt.

Asfaltsjö är en stor asfaltansamling. Sådana bildas i närvaro av olja, som skapas när förmultnat organiskt material utsätts för tryck under jorden. Om denna råolja sipprar uppåt via sprickor, rör eller porösa sedimentära berglager, kan den samlas vid ytan. De lättare komponenterna i råoljan avdunstar ut i atmosfären och lämnar efter sig en svart, klibbig asfalt.
Asfaltsjöar grävs ofta ut, eftersom de innehåller stora ansamlingar av fossil. I en del asfaltsjöar finns ansamlingar av fossil som har bildats när tertiära och pleistocena däggdjur har fastnat i asfalten.

## Förekomst och bildning
Asfaltsjöar finns bland annat på Trinidad (La Brea), i Kalifornien (La Brea och Pitch Lakes), Peru och Kaukasus.
Asfaltsjöar bildas ovanför oljereserverna, och dessa avlagringar finns ofta i antiklinala fällor. Faktum är att omkring 80 procent av den petroleum som finns på jorden har hittats i antiklinala fällor. Antiklinier är veck i stratigrafiska strata, där varje halva av vecket sjunker bort från krönet. Sådana strukturer utvecklas vanligtvis ovanför förkastningssprickor eller i tektoniska områden där marken böjs och viks.
Om strukturen ovanför den konkava nedvikningen (bågen) är en icke-porös sten eller akvifer som skiffer, anses det vara en antiklinal fälla. Figuren till höger är ett tecknat tvärsnittsdiagram som visar olja som fastnat i en antiklinal fälla. Om det finns ett fel eller brott i de överliggande skikten ovanför oljereserven kan oljan vandra till ytan. Detta är möjligt genom kapillärzoner, och eftersom olja är mindre tät än vatten.

## Kemi
När asfaltssjöarna började bildas var inte alltid deras innehåll klibbigt. De bestod av råolja, som har sitt ursprung under jordens yta. Råolja är en blandning av heteroatomföreningar, kolväten, metaller och oorganiska föreningar. Heteroatomföreningar är organiska molekyler som innehåller element som inte är kol eller väte, medan kolväten endast innehåller kol och väte. Råolja är mindre trögflytande än asfalt, eftersom den innehåller en högre andel lätta kolväten. Lätta kolväten är följande alkaner: metan, etan, propan och butan. Dessa molekyler har mycket låga molekylvikter.
Råoljor kan också innehålla vissa andra – organiska som oorganiska – föroreningar, såsom CO2, H2S, N2 och O2. På ytan kan dessa lätta molekyler avdunsta ur råoljan och lämna kvar de tyngre, klibbigare molekylerna. Asfalt, eller bitumen, innehåller vanligtvis kolvätemolekylkedjor med 50+ kolatomer. Ju längre kolvätekedjan är, desto mer trögflytande blir den, och kokpunkten ökar.
Avdunstning är en viktig process vid bildandet av asfaltsjöar. En reservoar av lätt råolja på jordens yta kan reduceras med upp till 75 procent av den initiala volymen efter några dagar, vilket bildar asfalt som den resulterande produkten. För medeltunga råoljor kan volymen minskas med 40 procent  Råoljor avdunstar olika beroende på deras kemiska sammansättning. Den genomsnittliga sammansättningen av ett bitumenprov är 80,2 procent kol, 7,5 procent väte, 7,6 procent syre, 1,7 procent kväve och 3,0 procent svavel.